# Tezozómoc (Tepanechi)
Tezozómoc Yacateteltetl (1320 – 1426) fu imperatore tepaneco dal 1371 al 1426.

## Biografia
Si contraddistinse per l'ottima strategia militare e diplomatica con cui portò Azcapotzalco, capitale dell'impero, all'egemonia sui popoli dell'odierno Messico centrale, tra i quali gli Aztechi, costretti da Tezozómoc a una dipendenza tributaria e mercenaria.
Tezozomoc era un nonno di Tlacateotl, Matlalatzin, Huacaltzintli e Chimalpopoca e bisnonno di Tezozomoc di Ecatepec.
Suo nipote, Chimalpopoca, fu tlatoani di Tenochtitlán. Ebbe come figli Tayauh, Maxtla e Cuacuapitzahuac. Tayauh fu assassinato dal fratello Maxtla nella disputa per la successione al trono, Cuacuapitzahuac regnò su Tlatelolco.
Alla morte di Tezozomoc nell'anno Dodici Conigli (1426), suo figlio Tayatzin divenne re, ma Maxtla prese il potere ad Azcapotzalco, lasciando il dominio di Coyoacán a suo figlio Tecollotzin.
Nel 1426 fu sostituito da Maxtla, che nei due anni successivi non riuscì ad arginare le ribellioni dei popoli un tempo alleati o assoggettati al padre e dovette arrendersi all'avanzata azteca.